# Harrizia mira
Harrizia mira är en stekelart som beskrevs av Vittorio Luigi Delucchi 1962. Harrizia mira ingår i släktet Harrizia och familjen puppglanssteklar.
Artens utbredningsområde är:
- Marocko.
- Spanien.

Inga underarter finns listade i Catalogue of Life.